# Grindløse Kirke
Grindløse Kirke er en kirke i Grindløse Sogn i Nordfyns Kommune.
- Grindløse Kirke fra sydøst
- Grindløse Kirke fra sydvest

- Grindløse Kirke fra nord
- Grindløse Kirke fra nordvest

## Eksterne kilder og henvisninger
- Wikimedia Commons har flere filer relateret til Grindløse Kirke
- Kirkens beskrivelse hos Trap – Kongeriget Danmark, 3. udgave, bind 3, s. 482
- Grindløse Kirke Arkiveret 31. januar 2011 hos  Wayback Machine hos nordenskirker.dk
- Grindløse Kirke hos KortTilKirken.dk
- Grindløse Kirke på danmarkskirker.natmus.dk (Danmarks Kirker, Nationalmuseet)